# Toktoguł
Toktoguł (kirg. i ros.: Токтогул) – miasto w Kirgistanie, w obwodzie dżalalabadzkim, na północ od Zbiornika Toktogulskiego, siedziba administracyjna rejonu Toktoguł. W 2009 roku liczyło 16,5 tys. mieszkańców. 
Miejscowość została nazwana na cześć Toktoguła Satyłganowa, kirgiskiego akyna, czyli poety i pieśniarza ludowego. 
W Toktogule urodziła się Gülnur Satyłganowa, kirgiska piosenkarka.